# Мали Габар
Мали Габар (мкд. Мал Габер) је насеље у Северној Македонији, у источном делу државе. Мали Габар је село у саставу општине Карбинци.

## Географија
Мали Габар је смештен у источном делу Северне Македоније. Од најближег града, Штипа, насеље је удаљено 22 km источно.
Насеље Мали Габар се налази у историјској области Јуруклук, која представља западни, брдски део планине Плачковице, чији се највиши део уздиже ка североистоку. Надморска висина насеља је приближно 580 метара.
Месна клима је умерено континентална.

## Становништво
Мали Габар је према последњем попису из 2002. године био без становника.
Већинско становништво били су Турци.
Претежна вероисповест месног становништва био је ислам.